# Arrondissement Limoges
Limoges is een arrondissement van het Franse departement Haute-Vienne in de regio Nouvelle-Aquitaine. De onderprefectuur is Limoges.

## Kantons
Het arrondissement was tot 2014 samengesteld uit de volgende kantons:
- Kanton Aixe-sur-Vienne
- Kanton Ambazac
- Kanton Châlus
- Kanton Châteauneuf-la-Forêt
- Kanton Eymoutiers
- Kanton Laurière
- Kanton Limoges-La Bastide
- Kanton Limoges-Beaupuy
- Kanton Limoges-Carnot
- Kanton Limoges-Centre
- Kanton Limoges-Couzeix
- Kanton Limoges-Cité
- Kanton Limoges-Condat
- Kanton Limoges-Corgnac
- Kanton Limoges-Émailleurs
- Kanton Limoges-Grand-Treuil
- Kanton Limoges-Isle
- Kanton Limoges-Landouge
- Kanton Limoges-Le Palais
- Kanton Limoges-Panazol
- Kanton Limoges-Puy-las-Rodas
- Kanton Limoges-Vigenal
- Kanton Nexon
- Kanton Nieul
- Kanton Pierre-Buffière
- Kanton Saint-Germain-les-Belles
- Kanton Saint-Léonard-de-Noblat
- Kanton Saint-Yrieix-la-Perche

Na de herindeling van de kantons bij decreet van 20 februari 2014, met uitwerking op 22 maart 2015, omvat het arrondissement volgende kantons:
- Kanton Aixe-sur-Vienne
- Kanton Ambazac  ( deel 11/16 )
- Kanton Condat-sur-Vienne
- Kanton Couzeix
- Kanton Eymoutiers
- Kanton Limoges-1
- Kanton Limoges-2
- Kanton Limoges-3
- Kanton Limoges-4
- Kanton Limoges-5
- Kanton Limoges-6
- Kanton Limoges-7
- Kanton Limoges-8
- Kanton Limoges-9
- Kanton Panazol
- Kanton Saint-Léonard-de-Noblat
- Kanton Saint-Yrieix-la-Perche